# Хисар (Валандово)
Вижте пояснителната страница за други значения на Хисар.
Хисар (на македонска литературна норма: Исар), също Извор (Извор) и Кале (Кале), е антично и средновековно селище и крепост над град Валандово, Република Македония. Според Иван Микулчич това е локацията на античния град Ейдомене. Според Виктория Соколовска това е античното селище Аламана, споменато единствено в 168 г. пр. Хр.

## Местоположение
Хисарят е на 0,8 – 1,3 km североизточно от Валандово на 100 – 300 m над долината на Анската река. Разположен е на варовиков рид над долината, който като тесен хребет продължава на северозапад в Градешката планина. На югозападния и югоизточния склон на Хисар има силни извори, които днес са каптирани и снабдяват града с вода.

## Антични останки
През античността около извора е оформено укрепено селище на югоизточната терасата под билото, а на билото – акропол. При разкопки е открита атическа и коринтска рисувана керамика от VI – IV век пр.н.е. В късноримската епоха – III – VI век, селището около извора е обградено с нова стена от камък и хоросан. Селището е обхващало площ от 10 ha. Разкопките разкриват основи от сгради и бронзови монети от III – VI век. Югозападно от селището е бил некрополът, където са открити гробове и монети от III – IV век. В VI век стената е обновена, югозападната стена е преместена нагоре и акрополът е укрепен с ред големи кули. Тогава е изградена стражевата кула, която е частично запазена и до днес. Открита е находка от златни монети от Юстиниан I (483 – 565) до Ираклий (610 – 641). Открити са и сребърни монети на Констант II (641 – 668), но след това селището очевидно изчезва.
Свързани със селището са крайградските римски вили с мозаечни подове, разкрити в центъра и южната част на Валандово – така на улица „Лазар Колишевски“ и Стакина чешма.

## Средновековни останки
Южната стена на акропола е запазена на височина от 4 – 5 m, а е от VI век – това говори, че стената е поддържана през цялото средновековие. Находките говорят, че на голямата му площ – 3 ha, е имало пръснато средновековно село. Находките са от XIII – XIV век – парчета гледжосана византийска керамика, покривни тегули от Комнинов тип, бронзов пръстен, медни византийски скифати от XIII век и венецианска монета от XIV век. В XIV век край извор на 150 m югозападно от акропола е изградена и църквата „Свети Георги“, която в 1349 година цар Стефан Душан дарява на светогорския манастир „Свети Пантелеймон“ („в Боймия в Алавандово“). В късното средновековие селото Алавандово, съществуващо в развалините на античния град, е средище на региона Боймия.